# Società Sportiva Ascoli 1940-1941
Questa pagina raccoglie le informazioni riguardanti la Società Sportiva Ascoli nelle competizioni ufficiali della stagione 1940-1941.

## Rosa
| N. |                   | Ruolo | Calciatore       |
| -- | ----------------- | ----- | ---------------- |
|    | Italia (bandiera) | A     | Alessandro Anatò |
|    | Italia (bandiera) | C     | Arturo Anatò     |
|    | Italia (bandiera) | D     | Adriano Bassanti |
|    | Italia (bandiera) | A     | Giovanni Busoni  |
|    | Italia (bandiera) | D     | Mino Capponi     |
|    | Italia (bandiera) | C     | Claudio Casadio  |
|    | Italia (bandiera) | D     | Paolo Colli      |
|    | Italia (bandiera) | C     | M. Costantini    |
|    | Italia (bandiera) | D     | Piero Costantini |
|    | Italia (bandiera) | A     | T. D'Angelo      |
|    | Italia (bandiera) | A     | Mario Di Antonio |
|    | Italia (bandiera) | P     | Trento Fabrizi   |

| N. |                   | Ruolo | Calciatore       |
| -- | ----------------- | ----- | ---------------- |
|    | Italia (bandiera) | D     | G. Frascarelli   |
|    | Italia (bandiera) | A     | Alfredo Galli    |
|    | Italia (bandiera) | A     | A. Lattanzi      |
|    | Italia (bandiera) | P     | Guido Lucidi     |
|    | Italia (bandiera) | C     | Mario Malatesta  |
|    | Italia (bandiera) | P     | Emidio Martelli  |
|    | Italia (bandiera) | D     | Vincenzo Monaldi |
|    | Italia (bandiera) | C     | Ivo Mosca        |
|    | Italia (bandiera) | A     | Umberto Nardi    |
|    | Italia (bandiera) | C     | Bruno Rossi      |
|    | Italia (bandiera) | C     | Umberto Stipa    |
|    | Italia (bandiera) | A     | S. Tombini       |